# Speocera stellafera
Espèce
Speocera stellafera est une espèce d'araignées aranéomorphes de la famille des Ochyroceratidae.

## Distribution
Cette espèce  se rencontre en Malaisie péninsulaire et en Thaïlande dans les provinces de Krabi, de Saraburi et de Ratchaburi,.

## Publication originale
- Deeleman-Reinhold, 1995 : The Ochyroceratidae of the Indo-Pacific region (Araneae). The Raffles Bulletin of Zoology Supplement, no 2, p. 1-103 (texte intégral).